# USS Randolph (CV-15)
Pour les autres navires du même nom, voir USS Randolph.
L’USS Randolph (CV-15) est un porte-avion de classe Essex de l'United States Navy. Il fut en service entre 1944 et 1969.
Le 11 mars 1945,au mouillage de l'atoll Ulithi, dépendant de l'île de Yap, il fut endommagé par une attaque d'un avion kamikaze japonais.